# Autographa mappa
Autographa mappa är en fjärilsart som beskrevs av Augustus Radcliffe Grote och Robinson 1868. Autographa mappa ingår i släktet Autographa och familjen nattflyn. Inga underarter finns listade i Catalogue of Life.